# Santa Luzia (Maranhão)
Santa Luzia is een gemeente in de Braziliaanse deelstaat Maranhão. De gemeente telt 71.455 inwoners (schatting 2009).